# Orphée à jour
Pour les articles homonymes, voir Orphée (homonymie).
Orphée à jour (titre original : Orpheus Emerged) est un roman court posthume de Jack Kerouac, écrit en 1945, découvert et édité en 2002 aux États-Unis et publiée en 2006 en France. 
Précédant Et les hippopotames ont bouilli vifs dans leurs piscines, Orphée à jour est la première nouvelle de Jack Kerrouac parvenue, et sans doute la première qu'il ait écrite, sans la publier parce qu'insatisfait. En 1945 il retrouve à New York Allen Ginsberg, William S. Burroughs et Lucien Carr, rencontrés à l'université Columbia. C'est dans ce contexte de l'émergence de la Beat Generation qu'il écrit ce long texte allégorique de près de 200 pages. Il y décrit la vie quotidienne, faite de passions, de heurts et de rêves d'un petit groupe d'étudiants bohèmes. Apparaît déjà dans le texte l'esthétique de Kerouac et sa certitude de ce que « l'art qui épouse la beauté est le point ultime de la liberté ».
Retrouvée en 2002, la nouvelle est publiée la même année aux États-Unis sous le titre Orpheus Emerged. Elle est traduite en français par Pierre Guglielmina avec une série de récits écrits entre 1936 et 1943 et titrés Atop an Underwood. L'ensemble est publié le 19 octobre 2006 par les éditions Denoël sous le titre Underwood Memories,.